# Aeroportul Internațional Rajiv Gandhi
Aeroportul Internațional Rajiv Gandhi (IATA: HYD, ICAO: VOHS) este un aeroport din Shamshabad mandal⁠(d), Ranga Reddy district⁠(d), Telangana, India ce deservește zona Hyderabad. Aeroportul a fost tranzitat în decembrie 2022 de 1.911.405 pasageri. A fost deschis în 23 martie 2008 și numit după Rajiv Gandhi.
Situat la o altitudine de 617 m, aeroportul dispune de 1 pistă. Este operat de GMR Group⁠(d).

## Infrastructură

### Piste
Aeroportul dispune de o singură pistă. Pista 09/27 are suprafața de asfalt și dimensiunile 4.263 m × 60 m. 